# Rogerio Paulo Brito
Rogerio Paulo Brito (Viana do Castelo, 1 de marzo de 1976) es un futbolista portugués, que se retiró del fútbol profesional en 2008, convirtiéndose en entrenador.

## Trayectoria
Rogerio comenzó su carrera profesional en las filas del Vianense, que militaba en la 2.ª división portuguesa, en la temporada 1993-94; allí permaneció durante dos temporadas, ya que despuntó tanto que fue fichado por uno de los equipos más importantes de Portugal, como es el Belenenses.
En Belenenses jugó una buena primera temporada, lo que le valió para convertirse en un fijo en las convocatorias de las selecciones inferiores de Portugal. Ya en su segundo año, el camino hacia la titularidad se le allanó bastante, con las salida de Taira y Giovanella hacía la UD Salamanca. Entonces Rogerio se convirtió en el hombre clave del Belenenses y realizó una temporada espectacular, llamando la atención de un gran número de clubes europeos y portugueses.
Así en verano de 1997, y después de unas larguísimas y duras negociaciones, Rogerio llegaría al equipo en el que la temporada anterior habían aterrizado muchos de sus compañeros en el Belenenses, como José Taira, Everton Giovanella, César Brito o Catanha, ese no era otro que la UD Salamanca. En su primera temporada en Salamanca jugó 23 partidos anotando 1 gol, que fue considerado por la gran mayoría de los críticos como el mejor gol de la temporada en España, marcado al Valencia CF en el partido que la UD Salamanca ganó por 6 goles a 0. La siguiente temporada el equipo descendió a 2.ª división, pese a todo Rogerio jugó 25 partidos, aunque no fue apaz de anotar ningún gol. Para la temporada 1999-00 el equipo contaba que Rogerio tenía que ser uno de los jugadores que guiaran al equipo al ascenso, y este respondió jugando muy bien y siendo un fijo durante toda la temporada, como demuestran los 39 partidos que jugó, marcando 1 gol, pero el objetivo del equipo se les escapó en el último suspiro, quedándose a un solo gol del ascenso. La 2000-01 se presentaba con los mismos objetivos, pero también se quedaron en el camino y Rogerio disminuyó el gran nivel aportado en otras campañas, en parte debido a las continuas lesiones que padeció; esa temporada solo pudo jugar 21 partidos y anotar 1 gol. Al finalizar la temporada contó con varias ofertas para volver a Portugal, pero decidió quedarse en Salamanca, donde jugó hasta el mes de diciembre, que fue cuando decidió volver al Belenenses, que se estaba jugando el entrar en competiciones europeas. En la unión jugó 17 partidos antes de marcharse y por otra parte conseguir el objetivo con el Belenense, allí permaneció otra temporada más, siendo un jugador que participaba bastante en los partidos, pero sin tener el pesó en el equipo que él querría, por lo que decidió marcharse.
Al terminar la temporada fichó por el CF Estrela da Amadora, también de la 1.ª división portuguesa, donde no puedo evitar el descenso, pese a ser un jugador importante en el equipo.
Al terminar la temporada recibió una oferta de la UD Salamanca y decide volver al equipo donde se hizo un jugador importante.
La temporada 2004-05 fue la del regreso a la UD Salamanca, lo cual ilusionó mucho a la afición charra y a él mismo; pese a ello simplemente realizó una temporada en la que cumplió, pero no pudo destacar como querría por las lesiones que le perseguían, y para mayor desgracia el equipo descendió a 2.ª division B. Rogerio recibió bastantes ofertas para salir de la UD Salamanca pero no las aceptó, ya que tenía el objetivo de devolver al equipo a la 2.ª división, y pese a que volvió a padecer muchas lesiones pudo participar en 15 partidos, ayudando al equipo a quedar 1.º en la clasificación, y más tarde conseguir el ascenso en las eliminatorias. La temporada 2006-07 fue la última de Rogerio en la UD Salamanca, ya que se pasó la temporada en blanco por culpa de las lesiones, pero pese a ello la afición no se olvidó de él y siempre estuvo a su lado.
En la temporada 2007-08 Rogerio decidió volver al equipo en el que debutó, que no era otro que el Vianense, que se encontraba en la 2.ª división portuguesa, y pese a poder jugar poco, se ganó el cariño y el respeto de la afición, antes de retirarse al concluir la temporada.
En la temporada 2008-09 se hizo cargo del Vianense como entrenador.

## Clubes
| Club                  | País     | Año       | PJ  | Goles |
| --------------------- | -------- | --------- | --- | ----- |
| Vianense              | Portugal | 1993-1995 |     |       |
| Belenenses            | Portugal | 1995-1997 |     |       |
| UD Salamanca          | España   | 1997-2002 | 125 | 3     |
| Belenenses            | Portugal | 2002-2003 |     |       |
| CF Estrela da Amadora | Portugal | 2003-2004 |     |       |
| UD Salamanca          | España   | 2004-2007 | 41  | 0     |
| Vianense              | Portugal | 2007-2008 |     |       |

## Carrera internacional
Rogerio fue un habitual en las convocatorias de las selecciones inferiores de Portugal, pero nunca pudo llegar a debutar con la absoluta.